# Paul Eipper

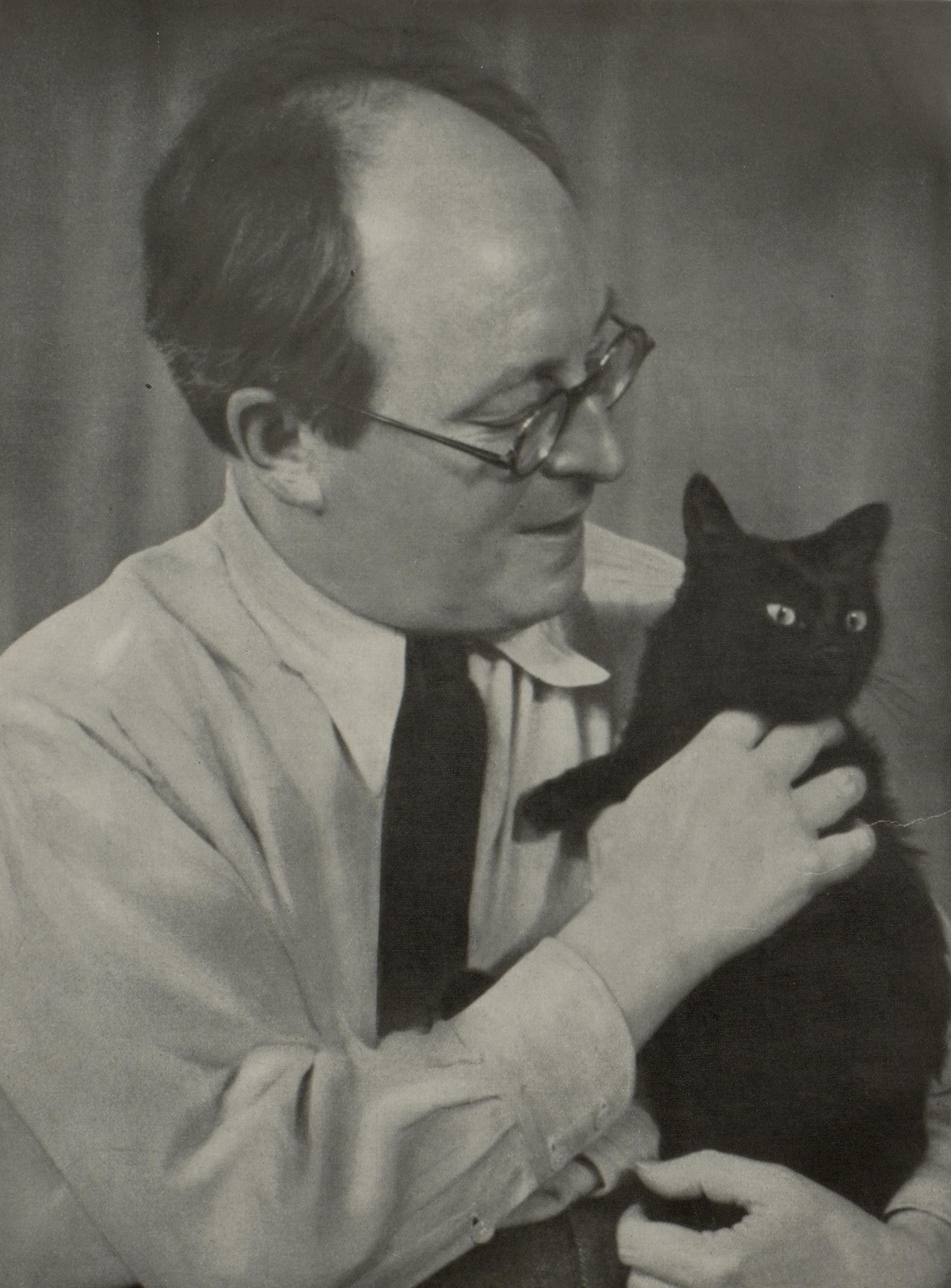
Paul Eipper, um 1938

Unterschrift von Paul Eipper (1963)

Paul Eipper (* 10. Juli 1891 in Stuttgart; † 22. Juli 1964 in Lochham) war ein deutscher Schriftsteller. 

## Leben
Eipper stammt aus einer Bauern-, Weingärtner-, Forst- und Wildhüterfamilie die mehrheitlich im württembergischen Schwarzwald lebte. Ihm wird nachgesagt, aufgrund dieser Abstammung eine solche Nähe zur Natur und Tierwelt entwickelt zu haben.
Eipper besuchte die Wilhelms-Oberrealschule in Stuttgart und absolvierte anschließend eine Ausbildung zum Tierzeichner. Er lebte als Kunstmaler und ab 1912 als Buchhändler in München. Nach dem Ersten Weltkrieg wirkte Eipper in Berlin als Privatsekretär des Verlegers Samuel Fischer, und ab 1920 als Redakteur und Herstellungsleiter im Fritz-Gurlitt-Verlag. Während dieser Zeit erschienen auch erste natur- und tierkundliche Beiträge Eippers in Zeitschriften. Nach dem großen Erfolg seiner ersten Bücher lebte Eipper ab 1930 als freier Schriftsteller und Kulturfilmer zuerst in Berlin, später in Nesselwang im Allgäu und zuletzt in Lochham (Gräfelfing). Er war in zweiter Ehe mit Veronika, geb. Sträßle verheiratet.

## Werk
Von Paul Eipper sind 28 Bücher erschienen, deren Gesamtauflagenhöhe die Zwei-Millionen-Grenze erreicht haben dürfte. Jedes seiner Bücher erhielt mehrere Auflagen, die beiden ersten Bücher „Tiere sehen dich an“ und „Menschenkinder“ sogar über vierzig. Einige Bücher sind in mehrere Sprachen übersetzt worden.
Paul Eipper veröffentlichte in erster Linie erzählende Tierbücher. Charakteristisch für seine Werke war seine Einfühlung in die Tierseele und seine Naturverbundenheit.
Darüber hinaus war Paul Eipper für Funk, Fernsehen und Film tätig.

## Ehrungen
- 1956: Bundesverdienstkreuz 1. Klasse[2][4]
- 1961: Dr. med. vet. h. c. der Justus-Liebig-Universität Gießen[2]
- 1961: Goldene Ehrenmünze der Stadt München[4]

## Schriften
- Tiere sehen dich an, 1928 (Feldpost-Ausgabe 1942; erw. Neuausgabe 1948 u. 1952)
- Tierkinder, 1929 (Auszug als Raubtierkinder, 1943)
- Zirkus. Tiere, Menschen, Wanderseligkeit, 1930 (Neuausgabe als Auf Wanderfahrt mit Tier und Mensch, 1937; neue, erw. Auflage unter dem alten Titel 1953)
- Menschenkinder, 1930 (erw. Neuausgabe 1935 u. 1951)
- Die Nacht des Vogelsangs, 1931 (erw. Neuausgabe als Johannisnacht. Ein Erlebnis mit fahrenden Leuten, 1944; überarb. Neuausgabe als Mein Freund, der Clown, 1952)
- Freundschaft mit Katzen, 1931 (erw. Neuausgabe als Du liebe Katze!, 1953 u. ö.)
- Dein Wald. Herbst und Winter, 1932
- Mit dem Zirkus in Schweden, 1932
- Liebe zum Tier. Erlebtes und Geschautes, 1933
- Prangender Sommer im deutschen Wald, 1933
- Die gelbe Dogge Senta. Geschichte einer Freundschaft, 1936 (zahlreiche Auflagen, auch als Geschichte einer Freundschaft)
- Der Tierfreund reist... Unterwegs auf fröhlichen und abenteuerlichen Fahrten, 1935 (erw. Neuausgabe als Freund aller Tiere. Ein Fahrtenbuch voll bunter Abenteuer, 1937)
- Mein Lieber Wald, 1937
- Das Haustierbuch. Vom Wesen, der Schönheit und dem Nutzen unserer Tier-Kameraden, 1938 (Neuausgabe 1955)
- Blick in meine Welt. Menschen, Tiere und Pflanzen, die schönste Einheit der Natur, 1939
- Tierkreis der Liebe, 1943 (Neuauflage mit dem Untertitel: Erlebnisse mit Tieren, 1944)
- Unerschöpflich reich ist die Natur, 1949
- Paul Eipper erzählt… Neues vom «Freund aller Tiere», 1950
- Die kleinen Eipper-Bücher, 4 Bände., 1951–53
- Dich ruft Pan. Eine wunderbare Reise durch die unendliche Natur. Zum stillen Lesen, noch besser: Zum Davon-Träumen, 1951 (auch als Eine wunderbare Reise durch die unendliche Natur...)
- Freude an der lebendigen Natur, 1954
- Du schöner Wald. Eine Wanderung im Wechsel der Jahreszeiten von der Kurischen Nehrung bis zu den Alpen, 1954
- Zwiegespräch mit Tieren, 1957 (mit Genehmigung des Autors aus seinen Werken zusammengestellt von U. Seyffarth)
- Hundert Tage in den Rocky Mountains. Mein Kanada-Erlebnis, 1958
- Die geschmiedete Rose. Jugend im Schwabenland, 1961
- Die schönsten Tiergeschichten, 1964
- Wiedersehen mit meinen Tieren. 80 Tiergeschichten und Erzählungen, 1966 (ausgewählt u. zusammengestellt von Veronika E.)
- Ateliergespräche mit Liebermann und Corinth, 1971 (Herausgeber Veronika E.)

## Filme
- Kamerad Tier, erster deutscher Haustierfilm[1]
- Wildtierwelt der deutschen Heimat[1]
- Freude kommt vom Tier. Regie und Produktion
- Menschenaffen. Schmalfilm,[1] 1937 Als Produzent
- Tiere sehen Dich an. Regie und Produktion 1943/1944.[5]

## Herausgeberschaft
- Tiere um uns, Berlin 1930